# Глазер, Юлий
Юлий (Юлиус) Антон Глазер (нем. Julius Anton Glaser; 1831—1885) — австрийский юрист-процессуалист, криминалист, педагог и политик.

## Биография
Юлий Антон Глазер 19 марта 1831 года в богемском городке Постельберг (ныне Постолопрти) в еврейской семье; позднее перешёл из иудаизма в христианство. Учился в Цюрихском университете, где в 1849 году он получил степень доктора философии.
Впервые выступил в научной литературе в 1850 году с работой «Das engl.-schott. Strafverfahren», в которой Глазер на анализе английского судопроизводства отмечает все положительные черты суда присяжных; данный труд многократно переиздавался и переводился и представляет исторический интерес по сей день.

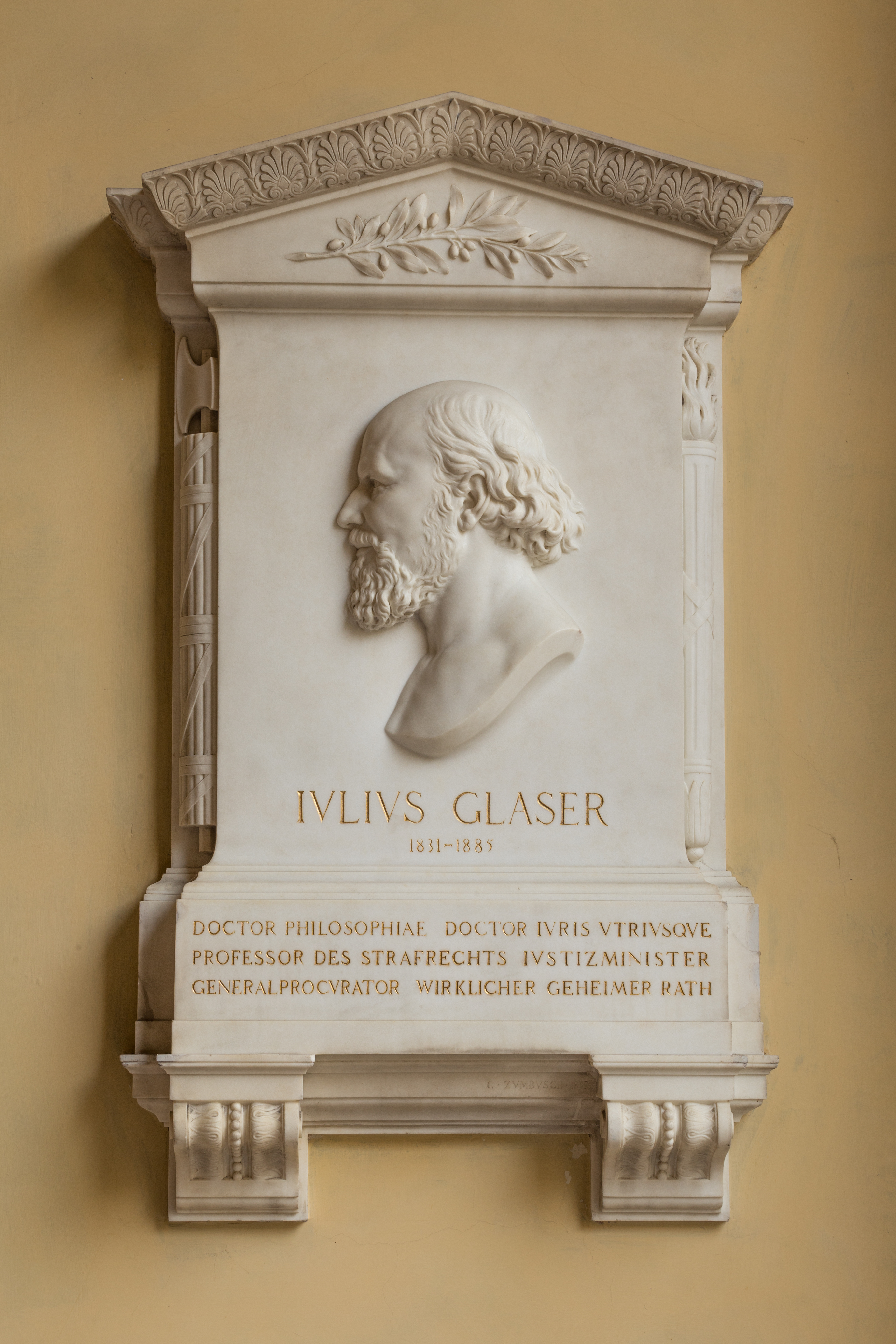
Памятная доска Юлию Глазеру в Венском университете

С 1854 года Юлий Глазер начал чтение лекций по уголовному, материальному и процессуальному праву в Венском университете; во время своего пребывания в университете он выпустил в свет ряд крупных научных трудов.
В 1870 году, когда он был избран в нижнеавстрийский ландтаг, где сразу занял выдающееся положение и стал лидером немецких конституционалистов. Избранный в том же году ландтагом в рейхсрат, Глазер продолжал заседать в нём и после введения прямых выборов в парламент, оставаясь представителем Вены. В рейхсрате Глазер выступал докладчиком почти по всем важнейшим вопросам. Одновременно с этим Ю. Глазер был назначен товарищем (заместителем) министра народного просвещения и провел ряд мер к уменьшению влияния клерикализма в австрийских школах. В 1871 году Глазер занял в кабинете Карла Вильгельма фон Ауэршперга пост министра юстиции.
Из представленных австрийскому правительству проектов устава уголовного судопроизводства утверждение получил проект Глазера, ставший 23 мая 1873 году законом, действовавшим довольно продолжительное время. Устав этот допускает к участию в предварительном следствии также защиту. Он во многих отношениях послужил образцом для составителей германского уголовно-процессуального кодекса.
В 1879 году, после падения кабинета Штремайра, Глазер оставил пост министра юстиции и был назначен генерал-прокурором кассационного суда. С этого времени вновь начинается в жизни Глазера период блестящих научных исследований: он выпускает книгу, посвященную реформе австрийского гражданского судопроизводства, и свой капитальный курс «Handbuch des Strafprozesses», труд совершенно исключительного значения для развития науки процессуального уголовного права.
Юлий Антон Глазер умер 26 декабря 1885 года в городе Вене.
На русский язык, при жизни автора, были переведены его работа ο жюри («О влиянии суда на приговор присяжных», СПб., 1868), а также первый том его курса («Руководство по уголовному процессу», СПб., 1884).